# ژاپن پست

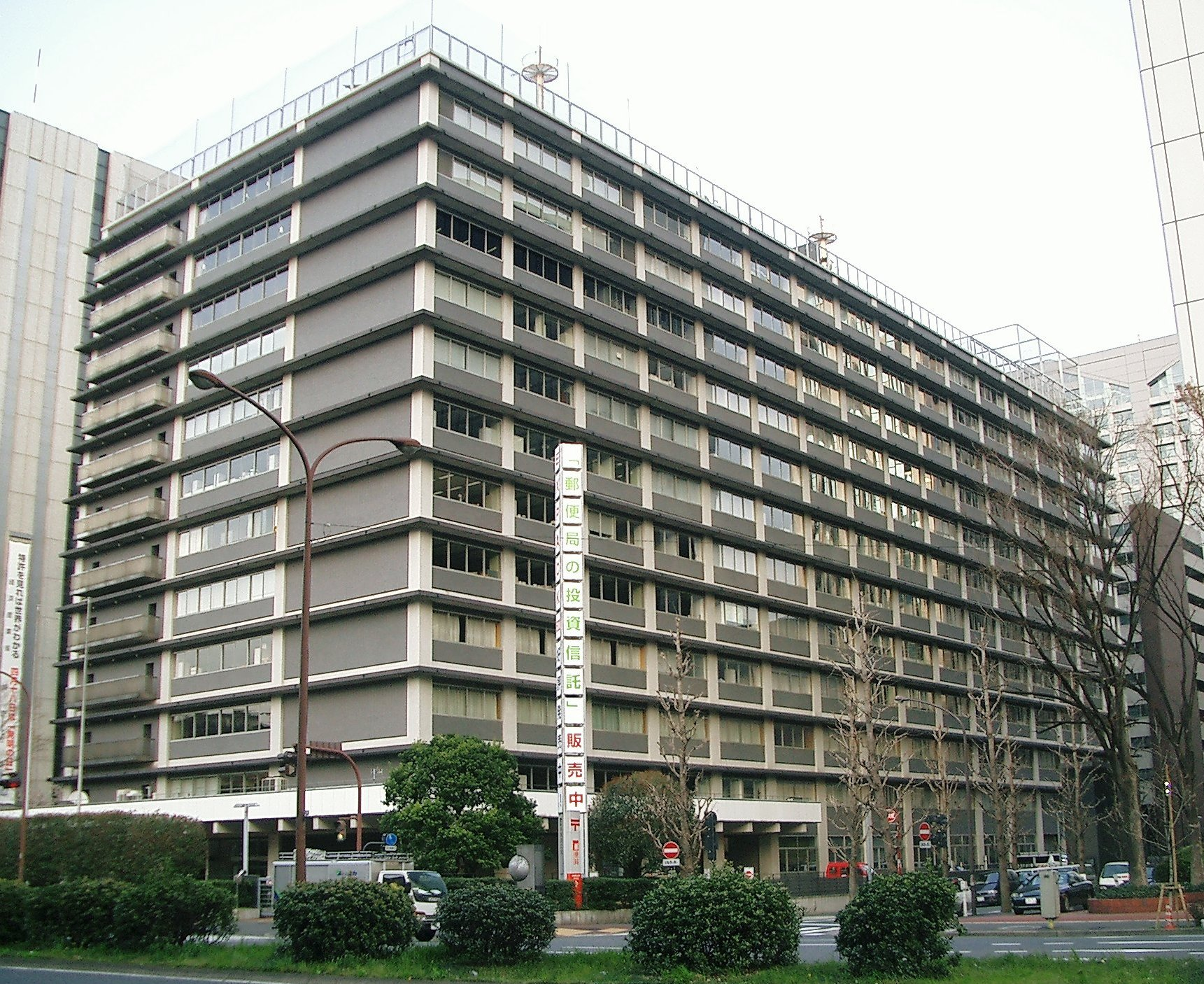
ساختمان مرکزی ژاپن پست

ژاپن پست، (به ژاپنی: 日本郵政公社) شرکت پست دولتی ژاپنی بود، که در فاصله سال‌های ۲۰۰۳ تا ۲۰۰۷ فعالیت می‌کرد.
شرکت ژاپن پست بیش از ۲۵۶ هزار نفر را در استخدام خود داشت و مالک شبکه‌ای از ۲۴٫۷۰۰ دفتر خدمات پستی در ژاپن بود. این شرکت در سال ۲۰۰۷ در پی اجرای فرایند خصوصی‌سازی، منحل شد و از دارایی‌های آن، شرکت ژاپن پست هولدینگز تأسیس گردید.